# Preston Cloud
Preston Ercelle Cloud (ur. 26 września 1912 w West Upton, zm. 16 stycznia 1991 w Santa Barbara) – amerykański paleontolog i biogeolog, specjalizujący się we wczesnej historii Ziemi i życia na niej.

## Życiorys
W latach 1930–1933 służył w US Navy, następnie podjął studia na Uniwersytecie Jerzego Waszyngtona. W 1940 otrzymał tytuł doktorski na Uniwersytecie Yale, na podstawie pracy nad paleozoicznymi ramienionogami. Po przystąpieniu Stanów Zjednoczonych do II wojny światowej uczestniczył w prowadzonym przez United States Geological Survey programie eksploracji złóż manganu w Maine i boksytu w Alabamie. W 1946 został wykładowcą paleontologii na Uniwersytecie Harvarda. Dwa lata później zrezygnował jednak z tej pracy, by wziąć udział w programie badawczym geologii wyspy Saipan. W latach 1949–1959 był szefem sekcji paleontologii US Geological Survey. W późniejszym okresie był wykładowcą Uniwersytetu Minnesoty (1961) i Uniwersytetu Kalifornijskiego (1965). W 1979 przeszedł na emeryturę.
Był członkiem m.in. Narodowej Akademii Nauk, Amerykańskiej Akademii Sztuk i Nauk, a także Polskiej Akademii Nauk. W kręgu jego zainteresowań naukowych znajdowała się wczesna historia Ziemi, proces kształtowania się jej skorupy i atmosfery, a także ewolucja życia w prekambrze. Zajmował się również kwestiami związanymi z ochroną środowiska. Opublikował ponad 200 artykułów i rozpraw naukowych, m.in. A Working Model of the Primitive Earth (1972). W 1976 został nagrodzony Medalem Penrose’a, zaś rok później Medalem Charlesa Doolittle’a Walcotta.
Był trzykrotnie żonaty; z drugą żoną miał trójkę dzieci. Zmarł na skutek postępującego stwardnienia zanikowego bocznego.